# Goundamani
Goundamani (ur. 18 marca 1950 lub 1939) – indyjski aktor.
Urodził się w Kannampalayam na terenie obecnego stanu Tamilnadu. Jest synem Karuppayi i Annam. Pierwotnie występował w teatrze; podaje się różne daty jego filmowego debiutu (1976, 1977, także 1978). Początkowo wcielał się w role drugoplanowe i negatywne, z czasem zdobył uznanie dzięki talentowi komicznemu. Grywał z takimi aktorami jak Rajinikanth, Kamal Haasan, Vijay czy Ajith Kumar. Nazywany królem komedii, często tworzy duet z innym popularnym komikiem tamilskim, Senthilem. Jego filmografia obejmuje blisko 500 tytułów, w tym takie obrazy jak Unnai Nan Santhithen, Vaidhegi Kathirundal, Baba czy 16 Vayathinile.